# Якудза
„Якуза“ (на японски: ヤクザ или やくざ), също gokudō (極道), е организирана престъпна група в Япония, наричана „групата на насилието“.
Днес „Якудза“ е сред най-големите престъпни организации в света. По официални данни в Япония има около 87 000 нейни членове. Най-влиятелните синдикати са „Сумийоши-Ренго“, „Аисун“ и „Инагава-Каи“ в Токио и „Ямагучи-Гуми“ в Кобе и Осака. Почти половината от приходите им идват от търговия с амфетамини. Те контролират хазартния бизнес, проституцията, занимават се със спекула, нелегално букмейкърство, рекет и търговия с оръжие, които им носят милиони печалба. През последните години организацията навлиза в операциите с недвижими имоти и на фондовия пазар
На 1 март 1992 година е приет Законът срещу престъпните групировки, в който „Якуза“ официално е наречена „престъпно съдружие“.